# László Andor (aljárásbíró)
László Andor (Biharnagybajom, 1874. november 14. – Sárospatak, 1908. június 28.) királyi törvényszéki aljegyző, aljárásbíró.

## Élete
László János református lelkész és Soltész Ida fia. 1884 szeptemberében Sárospatakra vitték szülei, ahol (a IV. és V. osztály kivételével, melyeket Debrecenben tanult) végezte középiskolai tanulmányait. Az érettségi vizsgát Debrecenben tette le és itt iratkozott be 1892-ben az I. évi jogra. Apjának 1892 decemberében történt halála után, anyja családjával Sárospatakra költözött és László ott végezte a jogot; mely idő alatt maga tartotta fenn magát. 1897-ben Zilahra ment törvényszéki joggyakornoknak és 1898 szeptemberében ugyanoda kineveztetett aljegyzőnek.
Költeményei a Sárospataki Ifjusági Közlönyben (melynek 1895-1896. társszerkesztője, 1896-1897. szerkesztője is volt), jelentek meg; írt több költeményt a Szilágy című helyi lapba és az Uj Időkbe. Azon különös eset is történt vele, hogy Jókai Mór 1899. május 24-én a Magyar Hirlapban ifj. Janisch Lajost mint egy új költői tehetséget bemutatván a közönségnek, egy költeményét közölte is; ezt, mint később kitűnt, László Andor költeményei között, úgy a többit is másoktól, a Sárospataki Ifjusági Közlönyből vette és küldte be Jókainak megbírálás végett.